# Phaea mariae
Phaea mariae là một loài bọ cánh cứng trong họ Cerambycidae.